# Дмитряшевский район
Дмитряшевский райо́н — упраздненный район Липецкой области.
Административный центр — село Дмитряшевка.

## История
Был образован в составе Воронежской области в марте 1944 года согласно Указу Президиума Верховного Совета РСФСР от 19 февраля 1944 года из сельсоветов Хлевенского района.
6 января 1954 года Дмитряшевский район вошел в состав образованной тогда Липецкой области.
В 1956 году район был упразднен, а его территория перешла Хлевенскому району.